# William Robinson Leigh
William Robinson Leigh (* 23. September 1866 in Berkeley County, West Virginia; † 11. März 1955 in New York City) war ein amerikanischer Maler und Illustrator. Leigh wird oft als Sagebrush Rembrandt bezeichnet. Seine Werke zeichnen sich durch lebendige und realistische Darstellungen von Landschaften und Szenen des Wilden Westens aus.

## Leben
Der Sohn verarmter Südstaatenaristokraten erhielt seine erste künstlerische Ausbildung im Alter von 14 Jahren bei Hugh Newell am Maryland Institute, wo er als einer der besten Schüler seiner Klasse galt. Von 1883 bis 1895 studierte er in Europa, unter anderem an der Königlichen Akademie in München bei Ludwig Loefftz. Von 1891 bis 1896 malte er sechs Zykloramen. Ab 1896 arbeitete er in New York als Zeitschriftenillustrator für Scribner's und Collier’s Weekly Magazine und malte Porträts, Landschaften und Genreszenen. Als Künstler war er in diesen Jahren in New York jedoch nicht sehr erfolgreich.
Seine Reisen in den Südwesten begannen 1906, als er sich mit William Simpson, dem Werbeleiter der Santa Fe Railway, darauf einigte, den Grand Canyon zu malen und im Gegenzug kostenlos in den Westen reisen zu dürfen. 1907 vollendete er sein Gemälde des Grand Canyon, das ihm viele weitere Aufträge und eine ausgedehnte Malreise durch Arizona und New Mexico einbrachte. Diese Reisen inspirierten ihn dazu, in den nächsten 50 Jahren Motive aus dem Westen zu malen, doch erst in den 1940er Jahren erlangte er große Anerkennung. Zwischen 1912 und 1926 malte er fast jeden Sommer im Südwesten und konzentrierte sich dabei auf die Hopi und Navajo Indianer. 1910 reiste er nach Wyoming, wo er im Yellowstone Park malte und Skizzen anfertigte, von denen er viele später zu großen Gemälden ausarbeitete, wie Lower Falls of the Yellowstone (1915) und Grand Canyon of the Yellowstone (1911).
Im Alter wurde er als großer, kräftiger Mann mit grauem Haar, weißem Schnurrbart und tiefer Stimme beschrieben. Er war sehr eigensinnig und hasste die moderne abstrakte Kunst zutiefst. In der zweiten Hälfte seiner Karriere malte er eine Reihe historischer amerikanischer Wandgemälde sowie Bilder, die auf seinen Reisen nach Afrika basierten und von der Eastman Kodak Company und dem American Museum of Natural History in New York finanziert wurden. Viele Jahre lang wurden seine Werke ausschließlich in New York in den Grand Central Art Galleries im Biltmore Hotel ausgestellt. Viele seiner Werke befinden sich im Gilcrease Museum in Tulsa, Oklahoma. Im März 1999 zeigte das Historical Center in Cody, Wyoming, eine Ausstellung seiner Skizzen und vollendeten Werke, die seine Eindrücke in der Umgebung von Cody, Wyoming, in der ersten Hälfte des Jahrhunderts, zwischen 1910 und 1921, beschreiben. Diese Jahre, von denen er viele zum Malen in der Umgebung des Carter Mountain verbrachte, gelten als entscheidend für seine künstlerische Entwicklung, da er die Landschaft des Westens entdeckte. Sein Begleiter auf diesen Reisen war der Tierpräparator Will Richard aus Cody, der sein Interesse an der Tierwelt weckte.

## Werk
Leighs Werke sind für ihre detailgetreuen und lebendigen Darstellungen des amerikanischen Westens bekannt. Er malte oft Szenen mit Cowboys, Indianern und der weiten Landschaft des Westens. Sein Stil ist realistisch und fängt die Atmosphäre und das Leben des Wilden Westens ein. Seine Farbpalette enthielt stets die Farben des Südwestens: zarte Rosa-, Rot-, Gelb- und Violetttöne. 